# Tajna zgodovina Mongolov
Tajna zgodovina Mongolov (mongolsko , Mongγol-un niγuca tobčijan, v cirilici: Монголын нууц товчоо, Mongolyn nuuc tovčoo) je najstarejše ohranjeno literarno delo v mongolskem jeziku. Zgodovina je bila napisana za mongolsko cesarsko družino kmalu po Džingiskanovi smrti leta 1227. Izvirnik je bil napisan verjetno v ujgurski pisavi, avtor dela pa ni znan. Vsi ohranjeni teksti so prepisi prepisa v kitajske pismenke s konca 14. stoletja.
Tajna zgodovina je pomembna izvirna mongolska pripoved o Džingiskanu. Z lingvističnega stališča je najbogatejši vir predklasičnega in srednjeveškega mongolskega jezika. Tajna zgodovina je pomembno delo klasične literature ne samo za Mongole, ampak tudi za ostali svet. 

## Vsebina
Tajna zgodovina je podobna mnogim drugim tekstom iz tistega obdobja. Vsebuje elemente ljudskega izročila in poezije in ni povsem realen prikaz zgodovine, kakršnega bi si želeli zgodovinarji. Delo je v nekaterih delih celo protislovno. 
Začenja se s precej mitičnim rodoslovjem Temudžinove (Džingiskanove) družine. Džingiskanov življenjepis se začenja z Jesugejevo ugrabitvijo njegove matere Hölun. Nadaljuje se z opisom njegove mladosti, težkih časov po umoru očeta, sporih, vojnah in zarotah pred njegovo izvolitvijo za velikega kana leta 1206. Kasnejši deli Zgodovine opisujejo Džingiskanove in Ögedejeve vojne pohode, na koncu pa so Ögedejeva razmišljanja o tem, kaj je storil prav in kaj napak. Več delov Tajne zgodovine se v Altan Tobchijevi verziji iz 17. stoletja rahlo razlikuje od starejših verzij. 

## Odkritje Tajne zgodovine in prevodi
Edine ohranjene kopije Zgodovine so prepisi originalnega mongolskega teksta v kitajski pisavi s kratkimi pojasnili in prevodi posameznih delov v kitajski jezik. Na Kitajskem je bilo delo zelo znano in se je v času dinastije Ming  uporabljalo kot učbenik za branje in pisanje mongolščine. Kitajski prevod se je uporabljal kot vir v več zgodovinskih delih, njegove kopije pa so bile že v 19. stoletju zelo redke. 
Tajno zgodovino je za zahodni svet odkril ruski sinolog Paladij Kafarov, ki je delo tudi prevedel. Prvi prevod iz rekontruiranega mongolskega teksta je opravil nemški sinolog Erich Haenisch leta 1941.
Delen prevod Tajne zgodovine v angleščino je objavil Arthur Waley, popoln prevod pa  Francis Woodman Cleaves. Starinski jezik, ki ga je uporabljal Cleaves, za mnoge ni bil sprejemljiv, zato je Igor de Rachewiltz v letih 1971 do 1985 izdal nove prevode (»Papers on Far Eastern History«), ki so bili opremljeni z obširnimi komentarji, ki se niso nanašali samo na prevod, ampak tudi na druge aspekte mongolske kulture.